# Cirilo de Moscú
Cirilo de Moscú (en ruso: Кирилл, romanizado: Kirill), de nombre secular  Vladímir Mijáilovich Gundiáyev  (en ruso: Владимир Михайлович Гундяев; Leningrado, 20 de noviembre de 1946), es el decimosexto patriarca de Moscú y de todas las Rusias, actual cabeza de la Iglesia ortodoxa rusa.

## Orígenes y educación

### Primeros años
Nació el 20 de noviembre de 1946 en Leningrado. Su padre, el sacerdote Mijaíl Vasílievich Gundiáyev, falleció en 1974. Su madre –Raísa Vladímirovna Gundiáyeva,  profesora del idioma alemán, falleció en 1984. Su hermano mayor, el archidiácono Nikolái Gundiáyev, es profesor de la Academia Espiritual de San Petersburgo, el superior de la Catedral Spaso-Preobrazhenski en San Petersburgo. Su abuelo, el diácono Vasili Stepánovich Gundiáyev, fue prisionero del campo de trabajos de Solovkí, donde fue encarcelado y enviado al exilio por la actividad eclesiástica y la lucha contra el movimiento modernista entre los años 1920 y 1950.
Al graduarse del octavo grado de la escuela secundaria, V. M. Gundiáyev empezó a trabajar en la expedición geológica de San Petersburgo en la Dirección Geológica del Noroeste, donde trabajó de 1962 a 1965 en calidad del técnico cartógrafo, al mismo tiempo que seguía sus estudios secundarios.
Después de terminar los estudios en la escuela secundaria en 1965, ingresó en la Academia Espiritual de Leningrado, donde se graduó con título de honores en 1970.
En 1964, concluye la escuela secundaria y en 1965 ingresa en el Seminario Conciliar de Leningrado, que terminó en 1967. En ese mismo año comenzó el primer curso de la Academia Conciliar de Leningrado.
El 3 de abril de 1969 toma los hábitos bajo la dirección del obispo metropolitano de Leningrado, Nicodemo (Rótov).
El 7 de abril del mismo año es consagrado hierodiácono y el 1 de junio (durante la celebración de la Santa Trinidad) es consagrado hieromonje.
En el mismo 1969 acaba con distinción la Academia Conciliar de Leningrado.
En junio de 1970 le fue conferido el título de candidato a doctor en teología. Después de la defensa de la tesis permaneció en la Academia como profesor estipendiado, profesor de teología dogmática y ayudante del inspector de la Academia Conciliar de Leningrado.

### Obispo y arzobispo
En 1971, fue nombrado para representar al patriarcado de Moscú en el Consejo Mundial de Iglesias. Entre 1974 y 1984 fue rector del seminario y Academia Eclesiástica de Leningrado. Desde el 14 de noviembre de 1989, fue presidente del departamento sinodal de relaciones externas del patriarcado de Moscú y miembro permanente del Santo Sínodo.
En 1976 fue consagrado obispo de Víborg y en 1977, arzobispo. En 1984, fue nombrado arzobispo de Smolensk y Viazma, título que se sustituyó en 1989 por el de arzobispo de Smolensk y Kaliningrado, y en 1991 por el de obispo metropolitano.

## Episcopado

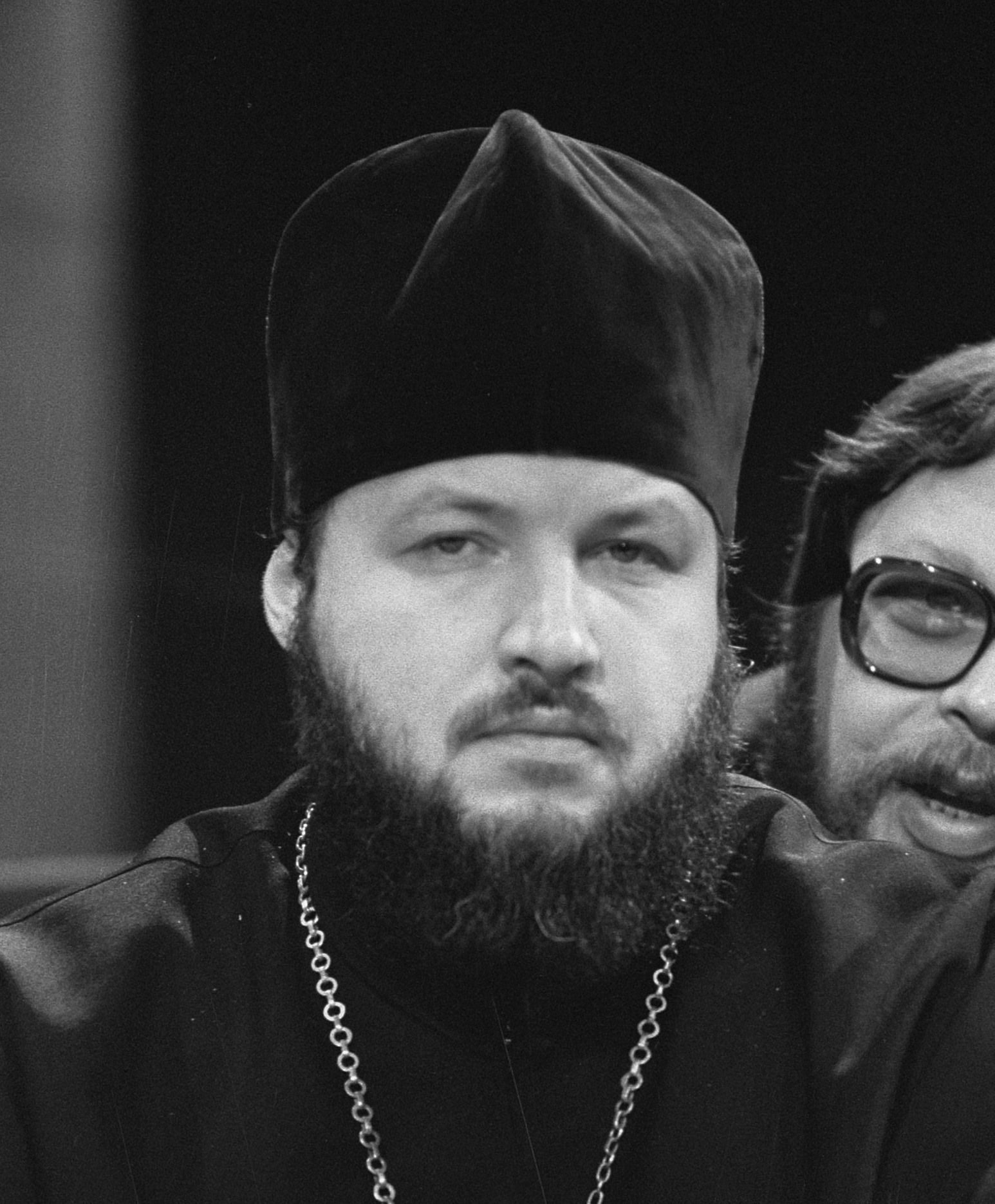
Cirilo I de Moscú, en 1981 en Ámsterdam

El 14 de marzo de 1976 fue ordenado obispo de Výborg, vicario de la diócesis de Leningrado. Desde noviembre de 1976 a octubre de 1978 fue ánima obediencia del Patriarca Exarca Adjunto de Europa Occidental, Metropolitano Nikodim (Rotov).
El 9 de septiembre de 1977 fue elevado al rango de Arzobispo y el 12 de octubre de 1978 despedido del puesto de Adjunto Exarca de Europa Occidental y fue designado gerente de las parroquias patriarcales en Finlandia.
En 1978 fue nombrado presidente adjunto del Departamento de Relaciones Exteriores de la Iglesia.
Desde 1983 fue profesor en el curso de postgrado en la Academia Teológica de Moscú. 
El 26 de diciembre de 1984, el Arzobispo de Smolensk y Viazma lo traslada a cargo de rector en la Academia Teológica de Leningrado, ubicada en el Seminario. 
Es trasladado al departamento provincial por negarse a votar en 1980 en contra de la resolución del Comité Central del Consejo Mundial de Iglesias. Según él mismo, la razón por la cual no votó fue porque estaba en contra de la invasión soviética en Afganistán, así como otros motivos antirreligiosos de las autoridades de la URSS.

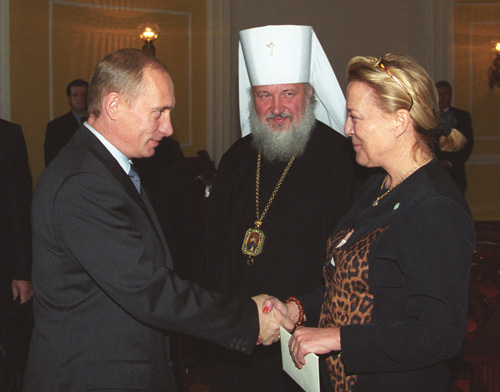
Metropolitano Cirilo con Vladímir Putin y Ksenia Sheremétieva-Yusúpova, en octubre de 2001.

En abril de 1989 se le cambió el título por el de Arzobispo de Smolensk y Kaliningrado.
El 14 de noviembre de 1989 fue nombrado presidente del Departamento de Relaciones Eclesiásticas Exteriores del Patriarcado de Moscú, miembro permanente del Santo Sínodo.
Desde 1990 es presidente de la Comisión del Santo Sínodo para la reactivación de la educación y la caridad religiosa y moral, y miembro de la Comisión Bíblica Sinodal.
El 25 de febrero de 1991, por decreto del patriarca Alexis II, fue elevado al rango de Patriarca Metropolitano. 
Desde 1993 fue copresidente, y desde 1995, jefe adjunto del Consejo Mundial de los Pueblos de Rusia. Desde 1994 se convierte en presidente de honor de la Conferencia Mundial de Religión y Paz. El 26 de febrero de 1994 se hace miembro de la Comisión Teológica Sinodal.
Desde 1994 conduce el programa educativo y espiritual La palabra del pastor, en el Piervy Kanal.
El 5 de diciembre de 2008, tras la muerte de Alejo II, fue designado Guardián del Trono Patriarcal (locum tenens). El día 9 de ese mes realizó el funeral por Alejo II en la Catedral de Cristo Salvador de Moscú.

## Patriarcado
El 27 de enero de 2009 fue elegido patriarca de Moscú y toda Rusia. El día 29, al preguntarle los periodistas, dijo «oponerse categóricamente a cualquier reforma» de la naturaleza litúrgica y doctrinal de la Iglesia.
Fue entronizado el 1 de febrero de 2009 en la Catedral de Cristo Salvador de Moscú.
Su primera visita en junio de 2009 la hizo a El Fanar para encontrarse con el Patriarca Ecuménico de Constantinopla, Bartolomé I, fortaleciendo los empeños ecuménicos.
En julio de 2009 Cirilo logró que en Rusia se estableciera la educación religiosa de cuatro religiones: la ortodoxa rusa, la judía, la musulmana y la budista.
Visitó Ucrania, lo que tuvo una reacción antípoda de parte de las dos vertientes principales de la ortodoxia en el país: una de la Iglesia ortodoxa ucraniana, autónoma dentro de la Iglesia ortodoxa rusa, guiada por el metropolitano Onufriy Berezovsky, y la otra de la Iglesia ortodoxa de Ucrania, presidida por el metropolitano Epifanio Dumenko.
El 18 de septiembre de 2009, el patriarca dio un paso importante en las relaciones con la Iglesia católica, al enviar al arzobispo Hilarión de Volokolamsk a visitar al papa Benedicto XVI en su residencia veraniega de Castel Gandolfo.

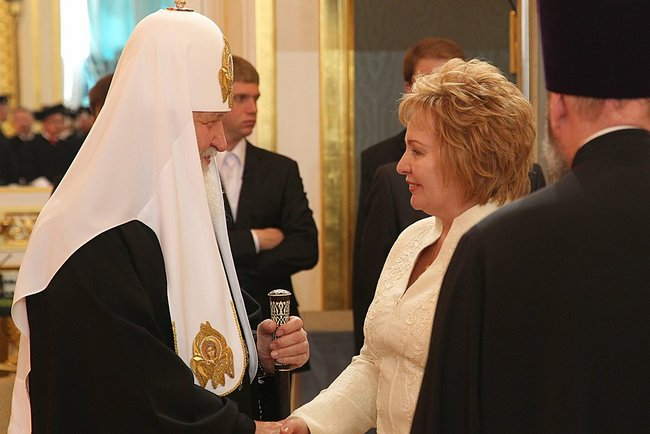
Cirilo I de Moscú junto a Liudmila Pútina, en la ceremonia de inauguración de Vladímir Putin como presidente de Rusia, 2012.

El 5 de febrero de 2016, se anunció conjuntamente en Moscú y en la Ciudad del Vaticano que el patriarca y el papa Francisco se reunirían en Cuba, en la escala hacia su viaje apostólico a Cuba el día 12 de febrero. 
El 12 de febrero de 2016, se da la reunión histórica entre el patriarca y el papa Francisco, marcando así el primer encuentro en la historia entre un líder católico y uno ruso ortodoxo, en la que realizaron una declaración conjunta.

### Postura sobre la invasión rusa de Ucrania de 2022
El patriarca Cirilo se ha referido a la invasión rusa de Ucrania de 2022 como "acontecimientos actuales" y ha evitado usar términos como "guerra" o "invasión", cumpliendo con la ley de censura rusa. Cirilo aprueba la invasión y ha bendecido a los soldados rusos que luchan allí. Como consecuencia, varios sacerdotes de la Iglesia ortodoxa rusa en Ucrania han dejado de mencionar el nombre de Cirilo durante el Servicio Divino. El patriarcado de Moscú ve a Ucrania como parte de su "territorio canónico". Cirilo ha dicho que el ejército ruso ha elegido una forma muy correcta. Pese a la postura de Viktor Orbán de proteger al clérigo, Reino Unido le incluyó en su paquete de medidas y congeló sus activos.
Fue sancionado por la Unión Europea por su reiterado apoyo a Vladímir Putin en la invasión rusa de Ucrania de 2022 cuyo retorno a la presidencia de Putin fue catalogado por el patriarca de "Milagro de Dios".
Cirilo respaldó la movilización de los ciudadanos para ir al frente de Ucrania, él exhortó a los ciudadanos a cumplir con su deber militar y que si daban su vida por su país estarán con Dios en su reino.

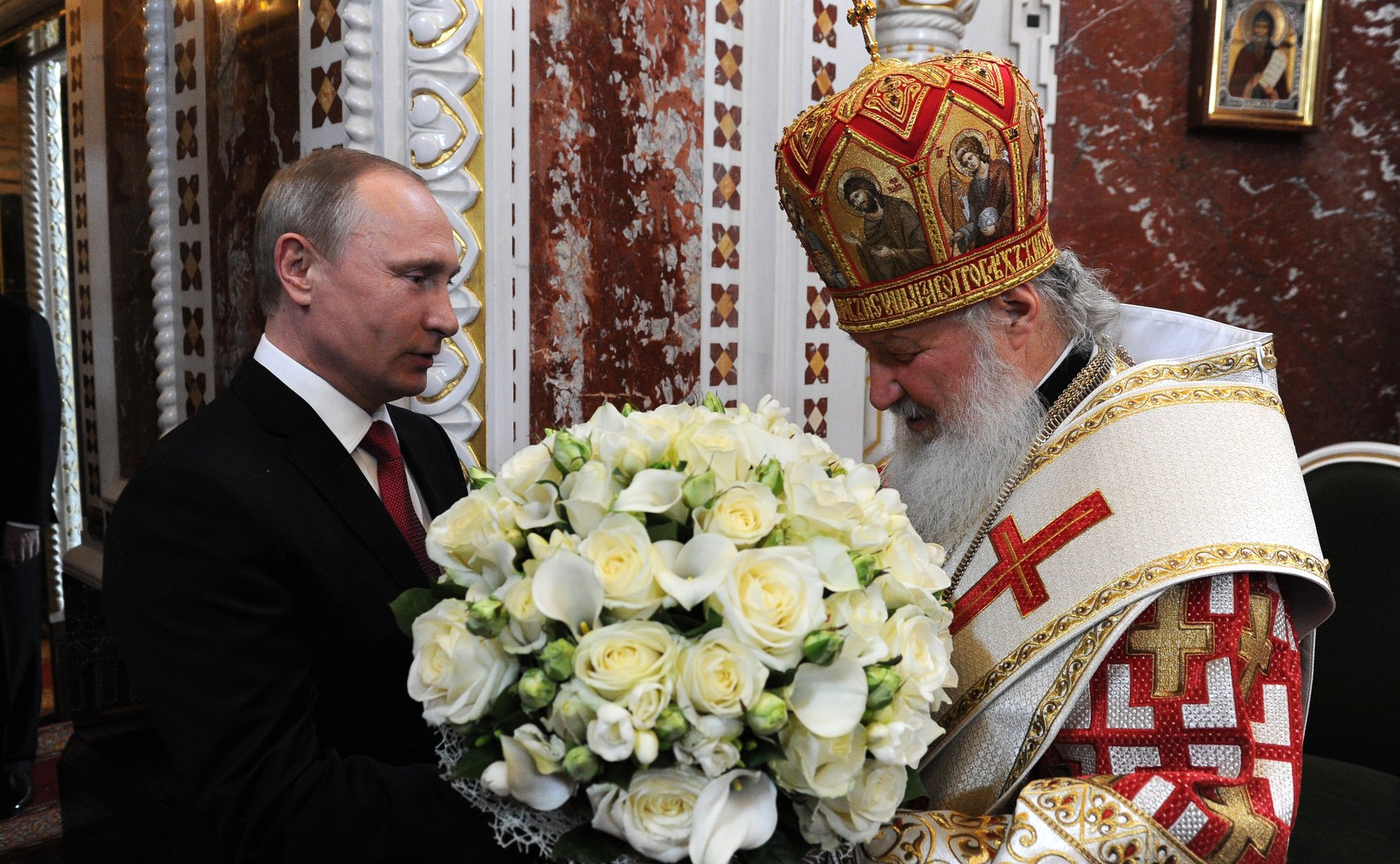
Encuentro durante el oficio de Pascua de 2016 del presidente Vladimir Putin y el patriarca Cirilo de Moscú. La Iglesia Ortodoxa rusa, fiel aliada de Putin, ha desempeñado un papel clave en la extensión de la sensación rusofóbica entre la población rusa.

En apoyo de la invasión rusa de Ucrania Cirilo de Moscú hizo público el siguiente escrito en el que recurrió a varios estereotipos rusófobos:

Este trágico conflicto se ha convertido en arte de la estrategia geopolítica a gran escala destinada, ante todo, a debilitar a Rusia. […] La rusofobia se están extendiendo por el mundo occidental a un ritmo sin precedentes. […] Año tras año, mes tras mes, los Estados miembros de la OTAN han ido aumentando su presencia militar, haciendo caso omiso de la preocupación de Rusia de que esas armas puedan ser utilizada algún día contra ella. […] Además, las fuerzas políticas que tienen como objetivo contener a Rusia no iban a luchar ellas mismas contra ella. Planeaban utilizar otros medios, tras haber intentado enemistar a los pueblos hermanos: rusos y ucranianos. No escatimaron esfuerzos ni fondos para inundar Ucrania de armas e instructores de guerra. Sin embargo, lo más terrible no son las armas, sino el intento de “reeducar”, de rehacer mentalmente a los ucranianos y a los rusos que viven en Ucrania para convertirlos en enemigos de Rusia.